# Rudolf Thurner, Karosseriebau & Sportwagen
Rudolf Thurner, Karosseriebau & Sportwagen war ein deutscher Hersteller von Automobilen.

## Unternehmensgeschichte
Gründer des Unternehmens war der in München geborene Versicherungskaufmann Rudolf Thurner (1924–2008). Er hatte bei BMW eine Ausbildung zum Maschinenschlosser gemacht, betrieb später eine Tankstelle und fuhr als Amateur Autorennen. 1967 begann er noch in München mit der Konstruktion eines Sportwagens, der möglichst kostengünstig sein sollte. 1968 mietete Thurner am Rand von Bernbeuren im Ostallgäu ein altes Spinnereigebäude. Dort baute er mit sechs branchenfremden Mitarbeitern einen Prototyp und stellte ihn NSU vor. NSU erteilte ihm daraufhin die Freigabe, den Wagen „Thurner RS“  zu nennen, und belieferte ihn mit vollständigen Bodengruppen des NSU 1200 C, die allerdings um 10 Zentimeter gekürzt wurden.
1974 endete die Produktion, da die Ölkrise die Produktionskosten erheblich steigerte und ein Brand die Produktionsstätte schwer beschädigte. Hinzu kam die Übernahme von NSU durch Audi, sodass Neuteile des NSU 1200 nicht mehr erhältlich gewesen wären. Außerdem starb Thurners kaufmännischer Mitarbeiter bei einem Autounfall. Geplant war ein Projekt mit VW-1303-Chassis und Porsche-914-Motor, das jedoch nicht mehr verwirklicht werden konnte. Das Unternehmen ging in Insolvenz. Insgesamt 121 Fahrzeuge waren entstanden, darunter einige Rennversionen mit Abt-Einspritzmotoren. Rudolf Thurner starb 2008 in Icking bei Wolfratshausen im Alter von 84 Jahren.

Thurner RS
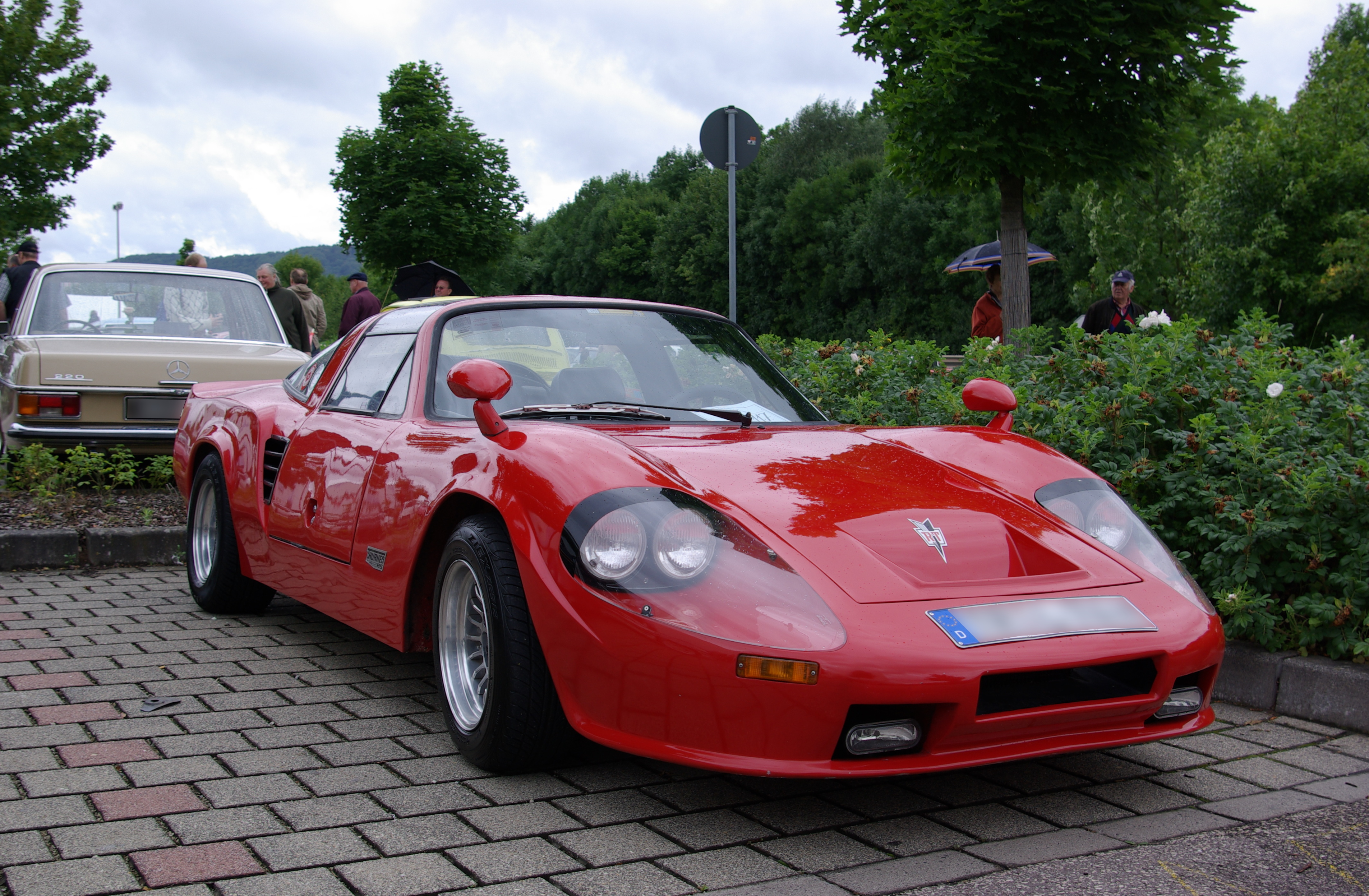
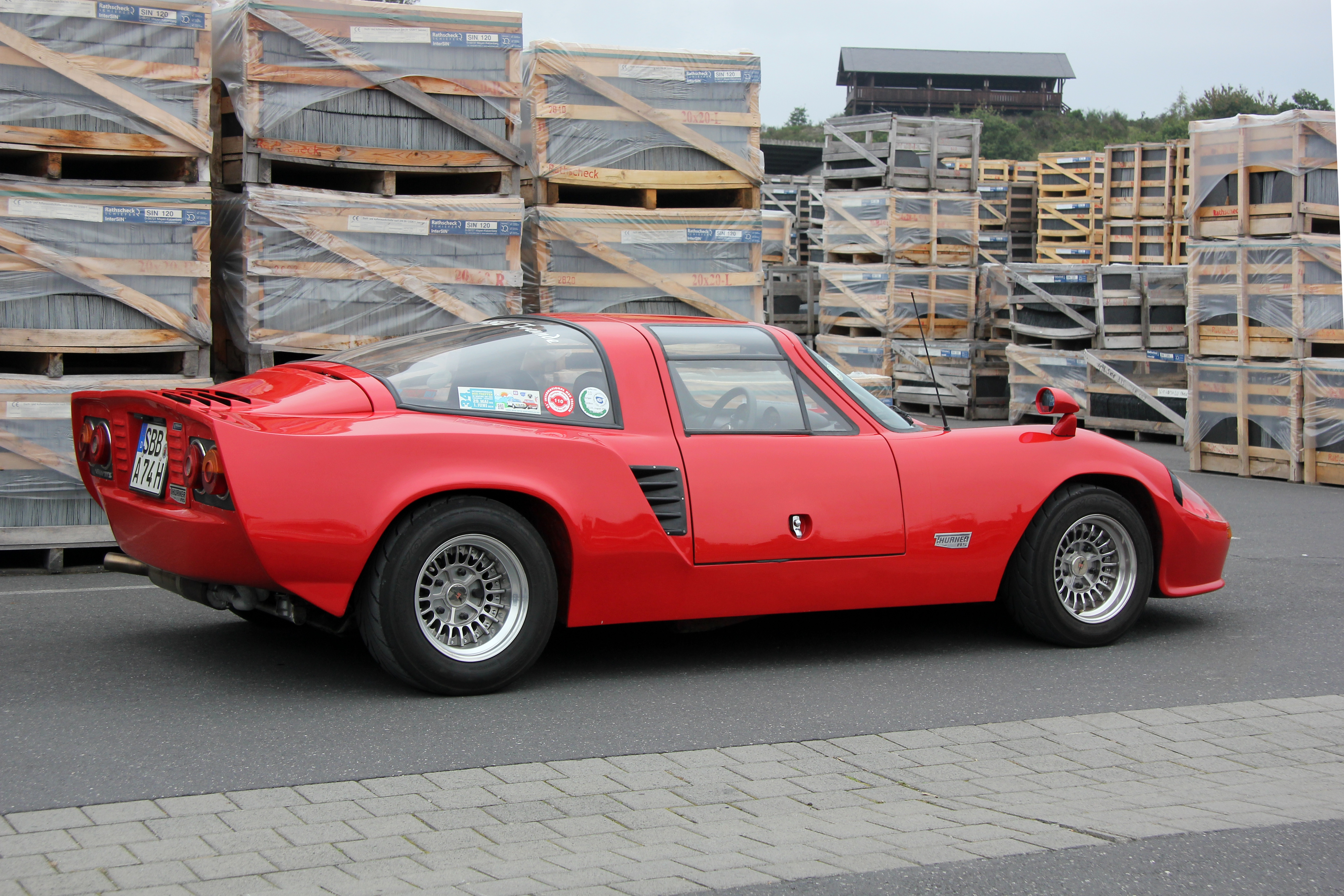
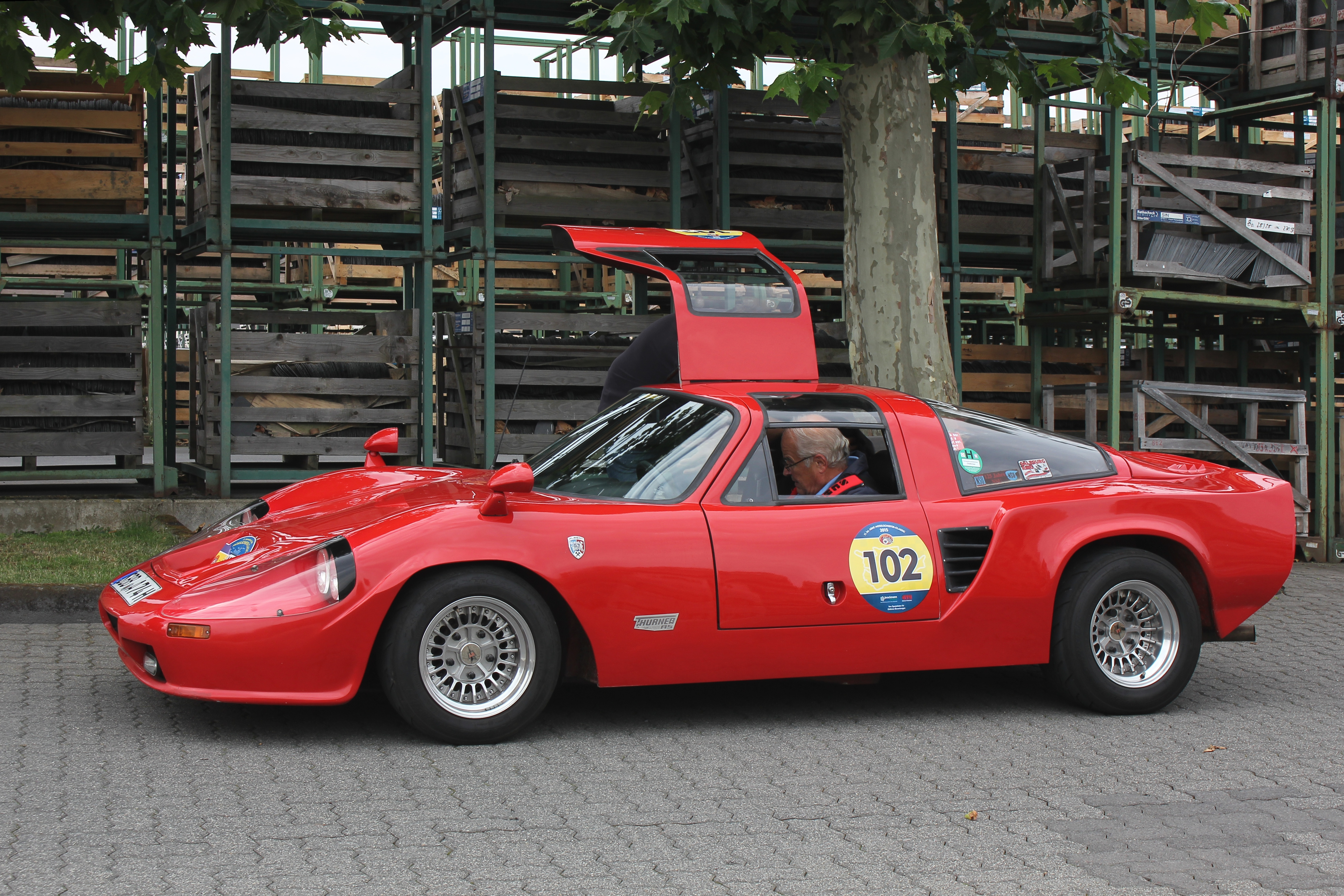
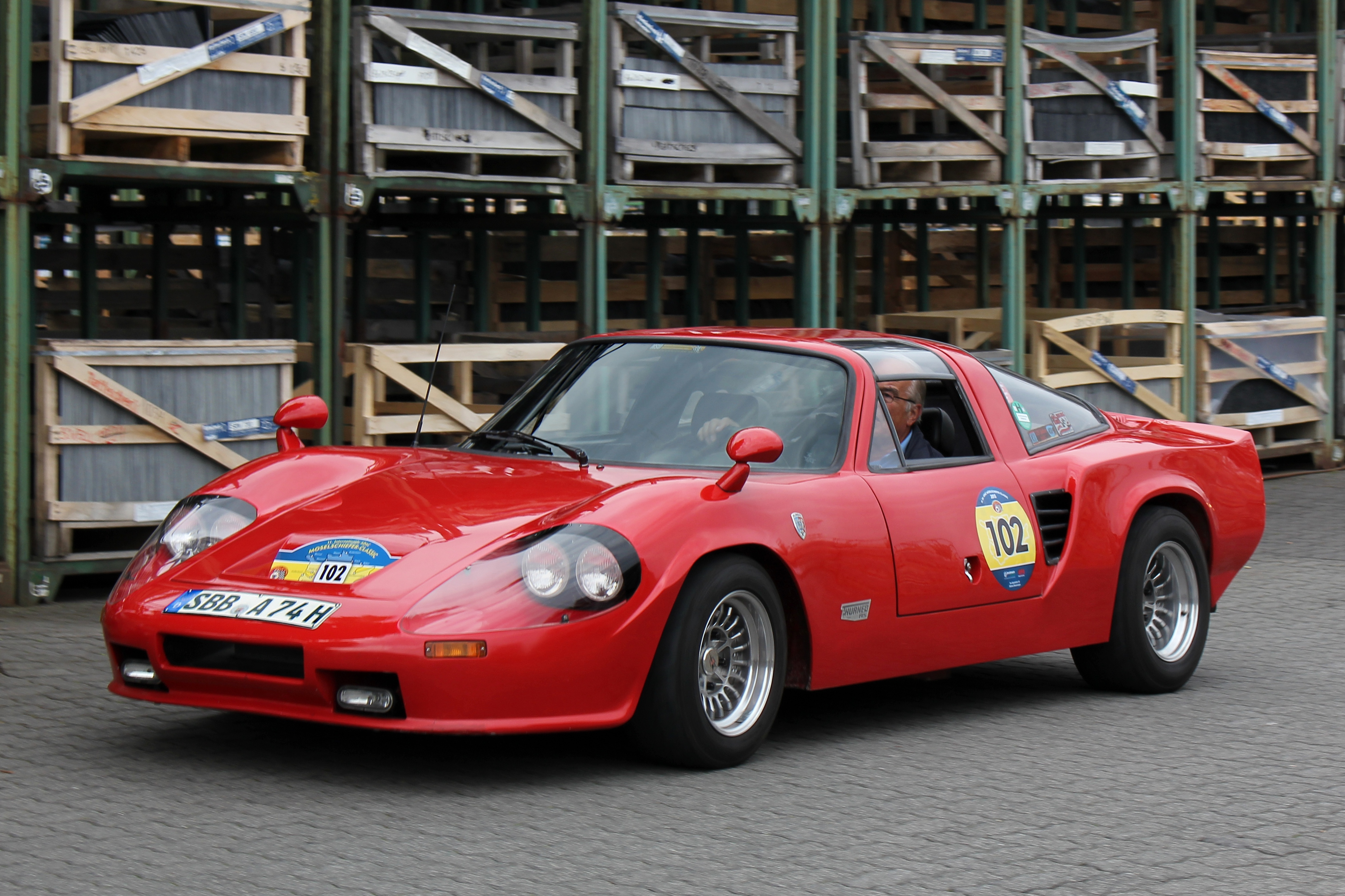

## Fahrzeuge
Im Angebot stand nur ein Modell. Der Thurner RS war ein Sportwagen auf NSU-Basis. Besonderheiten waren die Karosserie aus GFK sowie die Flügeltüren. Der Preis betrug zwischen 13.500 DM und 15.600 DM.

## Sonstiges
Nach Informationen der „Thurner-RS-Freunde“ existieren noch ungefähr 60 Fahrzeuge, von denen etwa 20 fahrtüchtig sein sollen (Stand 2011). Die Fotos zeigen zwei Thurner RS beim „Internationalen Konzer Oldtimer-Treffen“, 19. Juli 2009, und bei der „Internationalen ADAC Moselschiefer-Classic“ am 10. September 2015 auf dem Betriebshof von Rathscheck Schiefer und Dach-Systeme in Mayen.